# Onthophagus sydneyensis
Onthophagus sydneyensis är en skalbaggsart som beskrevs av Blackburn 1903. Onthophagus sydneyensis ingår i släktet Onthophagus och familjen bladhorningar. Inga underarter finns listade i Catalogue of Life.